# ルネサンス美術
ルネサンス美術（ルネサンスびじゅつ）は、美術の分野におけるルネサンスの現れであり、イタリアに興り、やがて各国に普及していった。文化運動であるルネサンスのうち、最も目に付きやすく、日本人にも親しまれている分野である。なお、建築についてはルネサンス建築を参照。

## イタリア・ルネサンス
イタリア・ルネサンスの始まりはチマブーエあるいはその弟子ジオット（1266年頃 - 1337年）の絵画とされる場合も多い。しかし「人間性」を尊重した彫刻家ドナテッロと「線遠近法」を完成させた建築家フィリッポ・ブルネレスキの二人の特徴を絵画において融合させたマサッチオ（1401年 - 1428年）が始まりだとする見解もある。このことからドナテッロ、ブルネレスキ、マサッチオは初期ルネッサンスの三大巨匠と呼ばれる。マサッチオは輪郭線を使わずに描くスフマートや空気遠近法など画期的な技法を始めている。
フラ・アンジェリコ、フィリッポ・リッピは聖母像の傑作を描き、サンドロ・ボッティチェッリ（1440年?-1510年）は異教的、官能的な題材の「ヴィーナスの誕生」「プリマヴェーラ」などフィレンツェ・ルネサンスを彩る作品を残す。彫刻ではヴェロッキオらが活躍した。以上は初期ルネサンス（Early Rennaisance）とされる。
- 『受胎告知』
フラ・アンジェリコ
1437-46年頃、サン・マルコ美術館
- 『キリストの鞭打ち』
ピエロ・デラ・フランチェスカ
1444-1470
板、テンペラ
251 × 172 cm
ブレラ絵画館
- 『プリマヴェーラ』
サンドロ・ボッティチェッリ
1485年頃

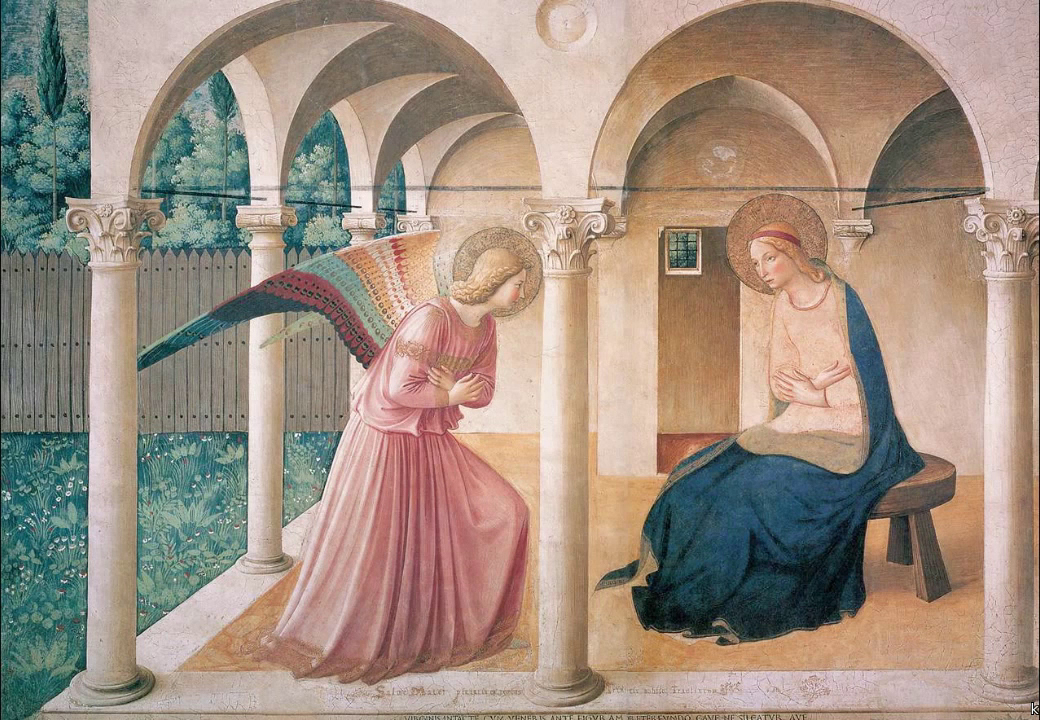
『受胎告知』 フラ・アンジェリコ 1437-46年頃、サン・マルコ美術館
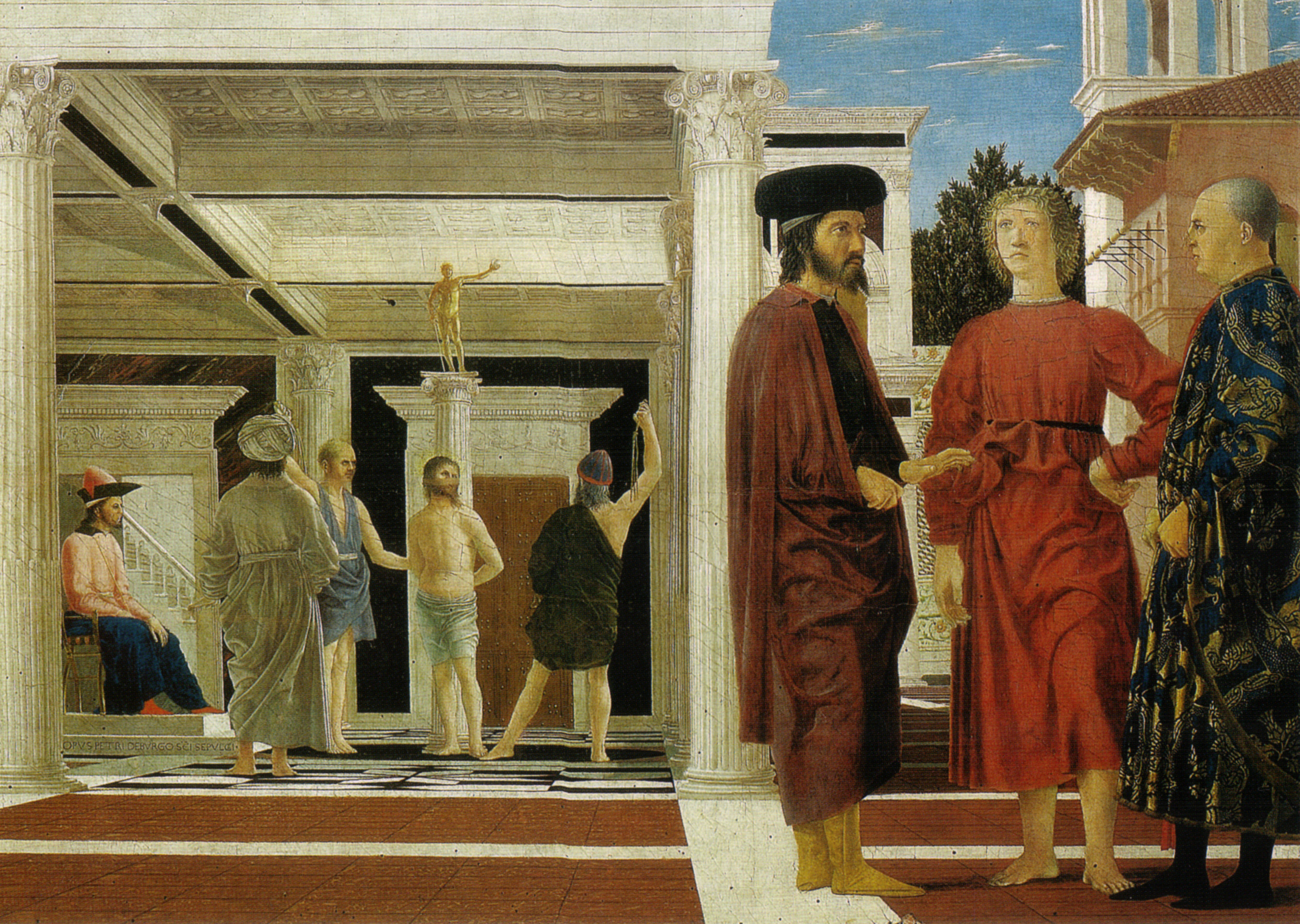
『キリストの鞭打ち』 ピエロ・デラ・フランチェスカ 1444-1470 板、テンペラ 251 × 172 cm ブレラ絵画館
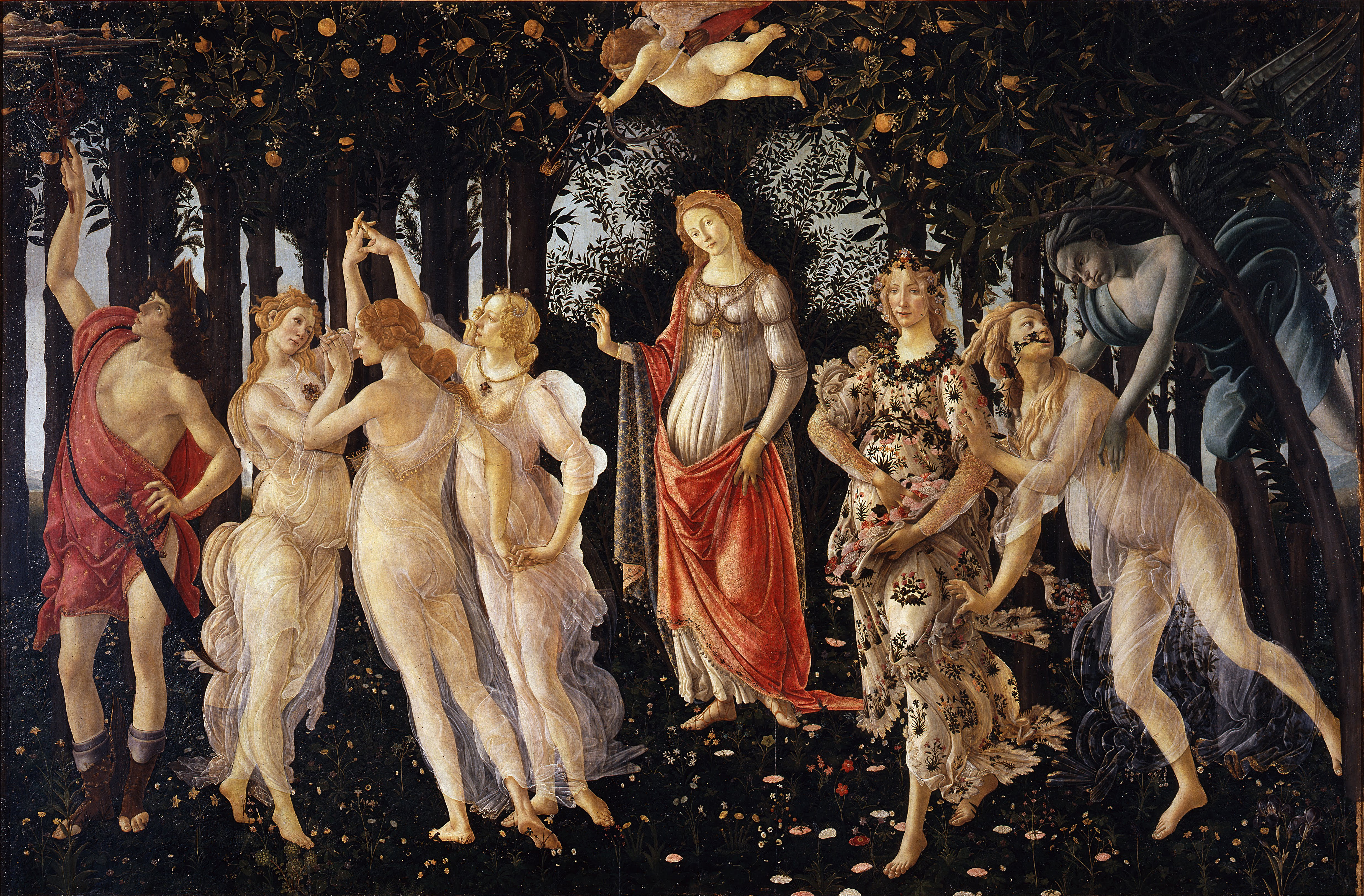
『プリマヴェーラ』 サンドロ・ボッティチェッリ 1485年頃

レオナルド・ダ・ヴィンチ（1452年 - 1519年）、ミケランジェロ（1475年-1564年）、ラファエロ（1483年 - 1520年）の3人の活躍した16世紀初めの30年ほどをイタリア・ルネサンスの美術が頂点を極めた時期として、盛期ルネサンス（High Rennaisance）と呼び、その3人を盛期ルネッサンスの三大巨匠と呼ぶ。レオナルドの「モナ・リザ」、ラファエロの一連の聖母子像、ミケランジェロの「ダビデ像」（彫刻）やシスティーナ礼拝堂天井画「天地創造」などがこの時期を代表する。その後長らく西洋美術の理想の時代とみなされた。

『聖アンナと聖母子』 レオナルド・ダ・ヴィンチ 1508-1510、ルーヴル美術館
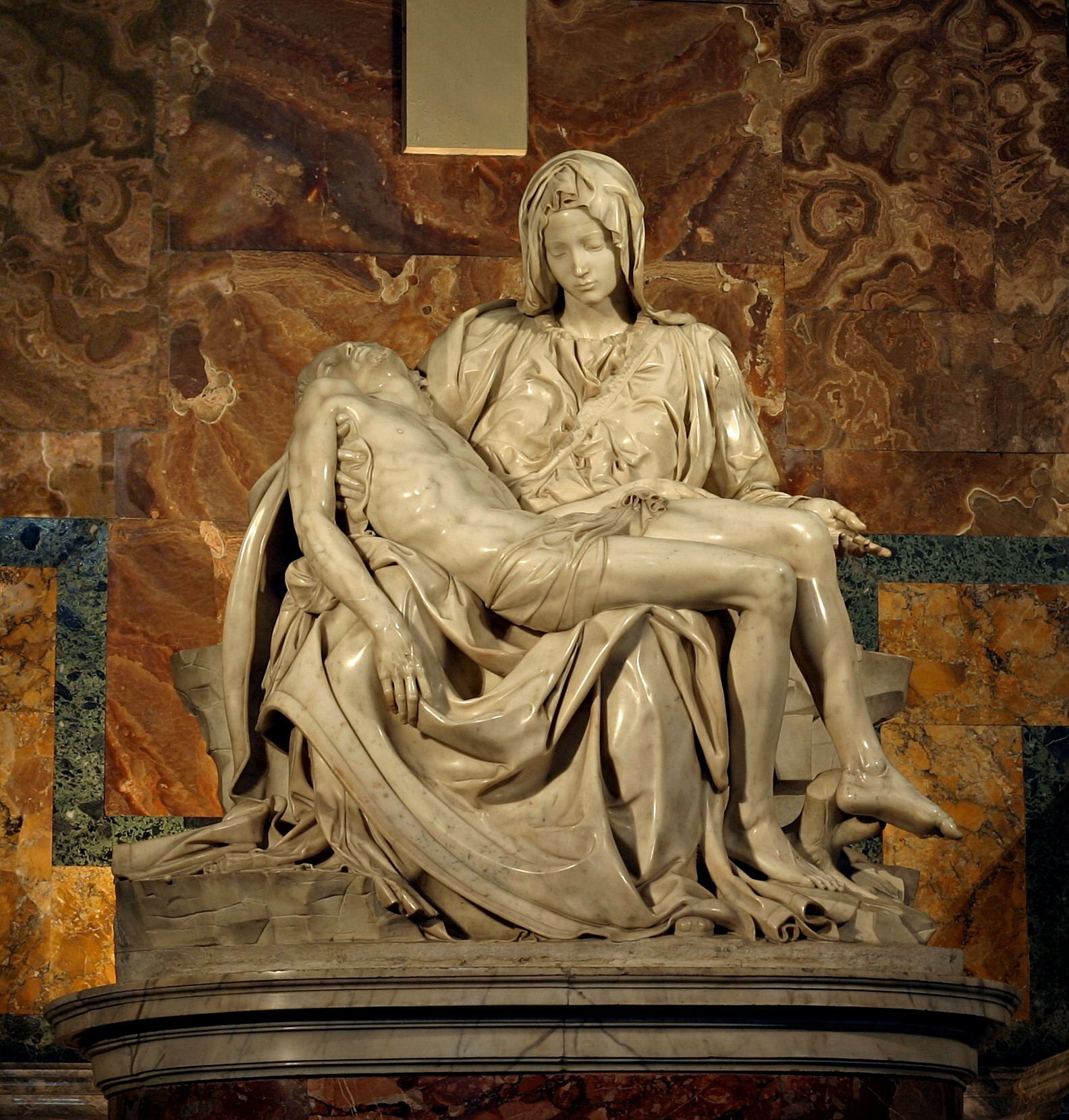
『サン・ピエトロのピエタ』 ミケランジェロ
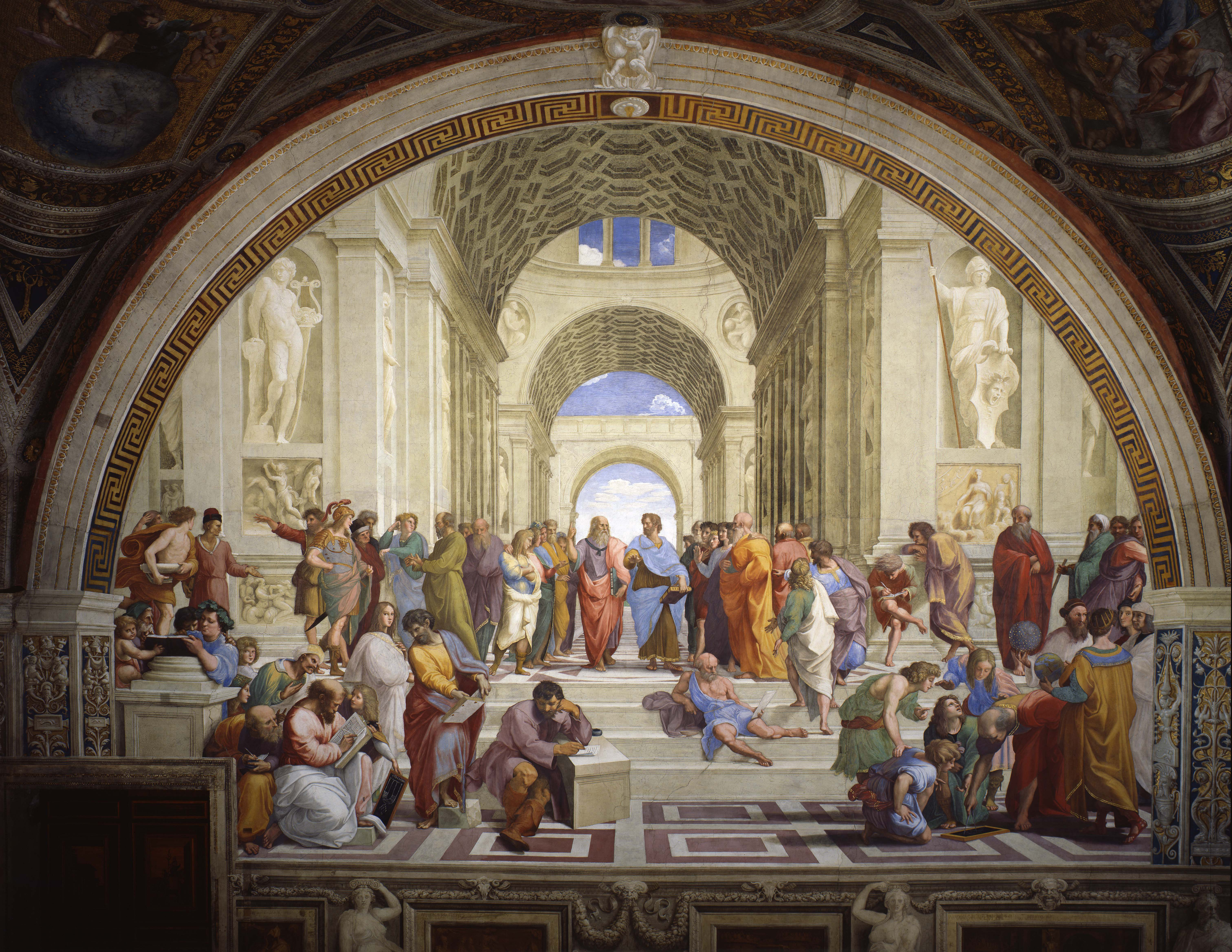
『アテネの学堂』 ラファエロ・サンティオ 1509-1510、フレスコ、500 × 770 cm、バチカン市国

ローマ略奪によりローマが荒廃すると、ヴェネツィア派の活躍が見られた。夭折した天才画家ジョルジョーネによって基礎が作られたヴェネツィア絵画はティツィアーノに引き継がれた。
ローマ略奪後の時期をイタリアの後期ルネサンス（Late Rennaisance）という。ミケランジェロのシスティーナ礼拝堂壁画「最後の審判」や、のちにマニエリスムと呼ばれる絵画などもおおよそここに含まれる。

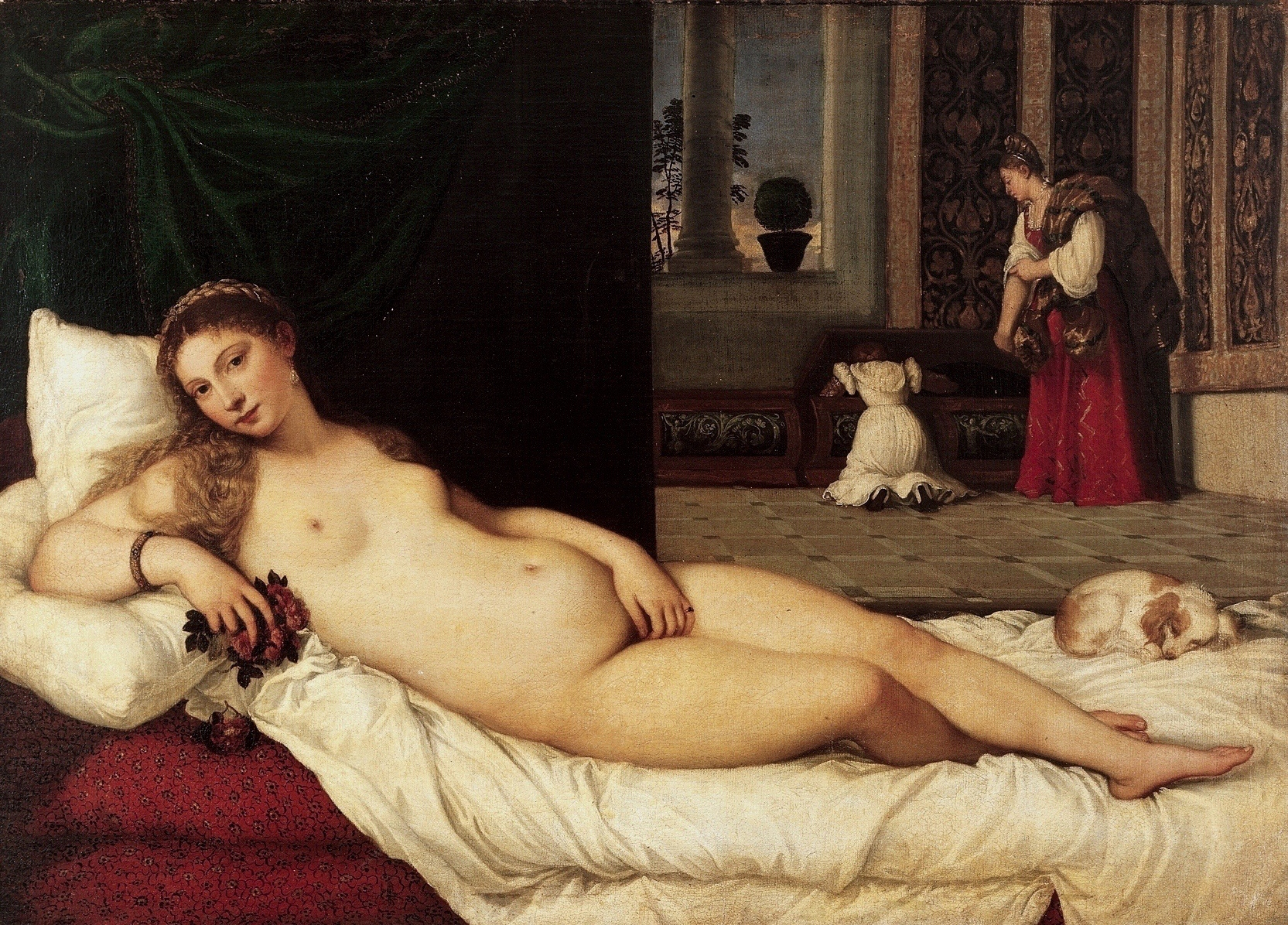
『ウルビーノのヴィーナス』 ティツィアーノ、1538年
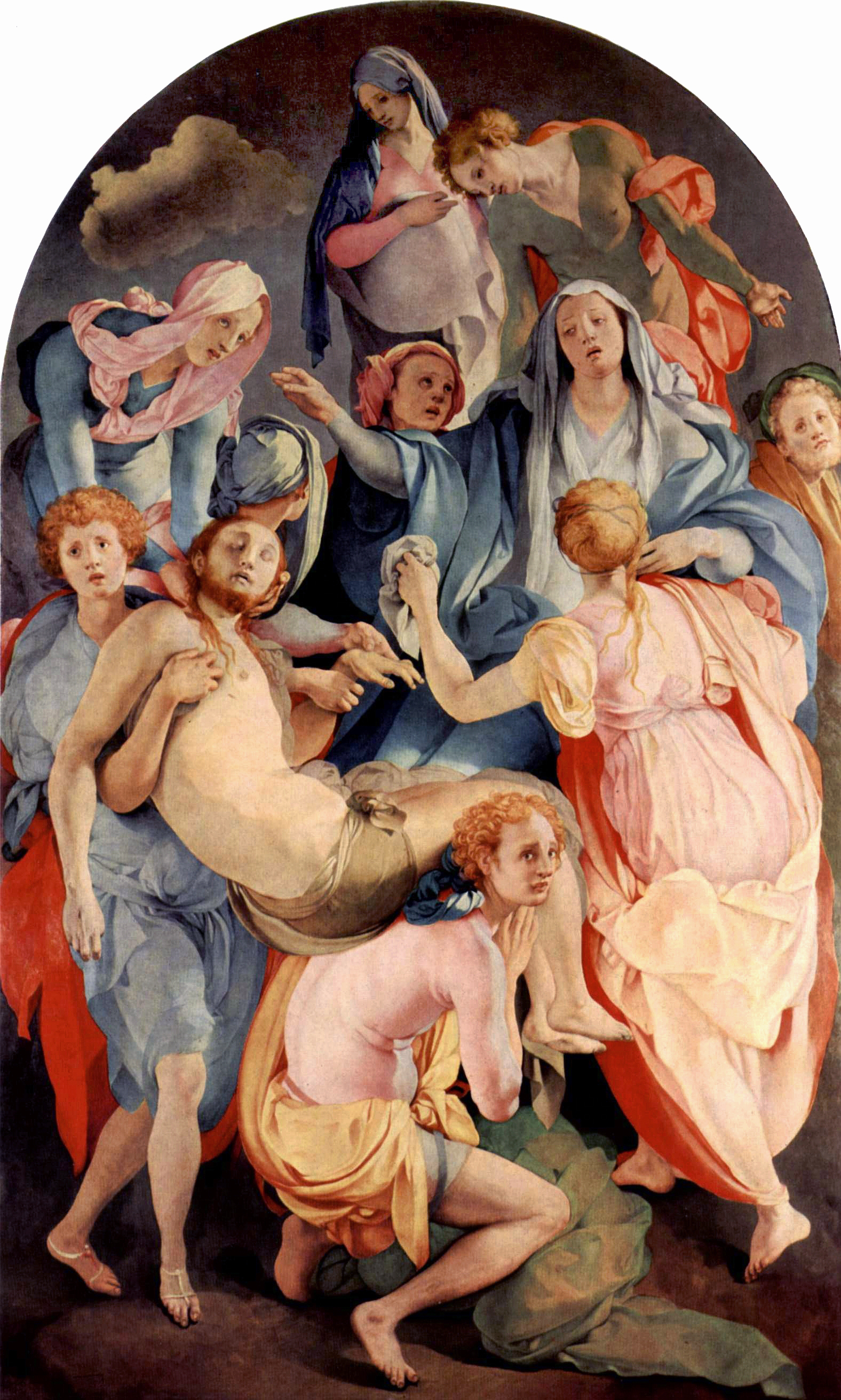
『十字架降架』 ヤコポ・ダ・ポントルモ 1526－28頃 板、油彩 313 × 192 cm サンタ・フェリチタ聖堂
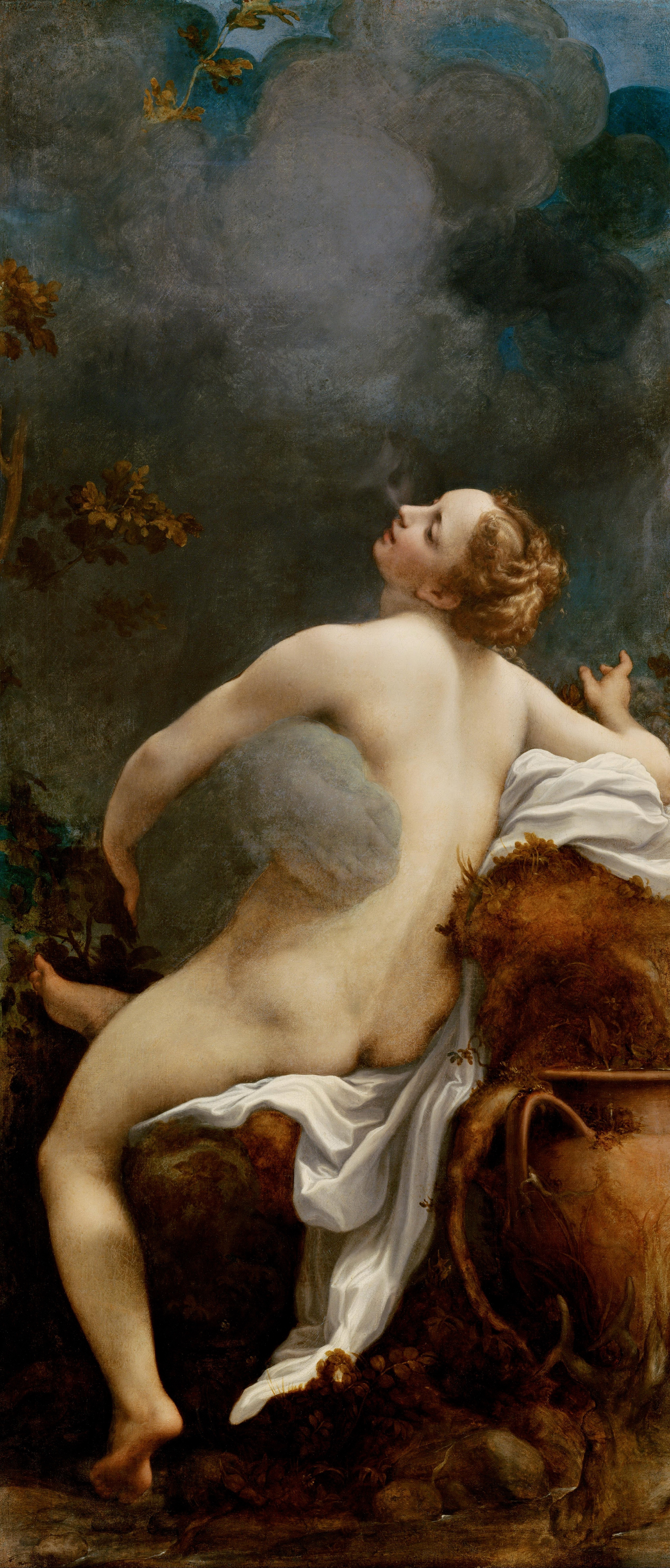
『イオ』 コレッジオ 1530-1531 板、油彩 163.5 × 74 cm ウィーン美術史美術館

- 『十字架降架』
ヤコポ・ダ・ポントルモ
1526－28頃
板、油彩
313 × 192 cm
サンタ・フェリチタ聖堂
- 『イオ』
コレッジオ
1530-1531
板、油彩
163.5 × 74 cm
ウィーン美術史美術館

## 北方ルネサンス

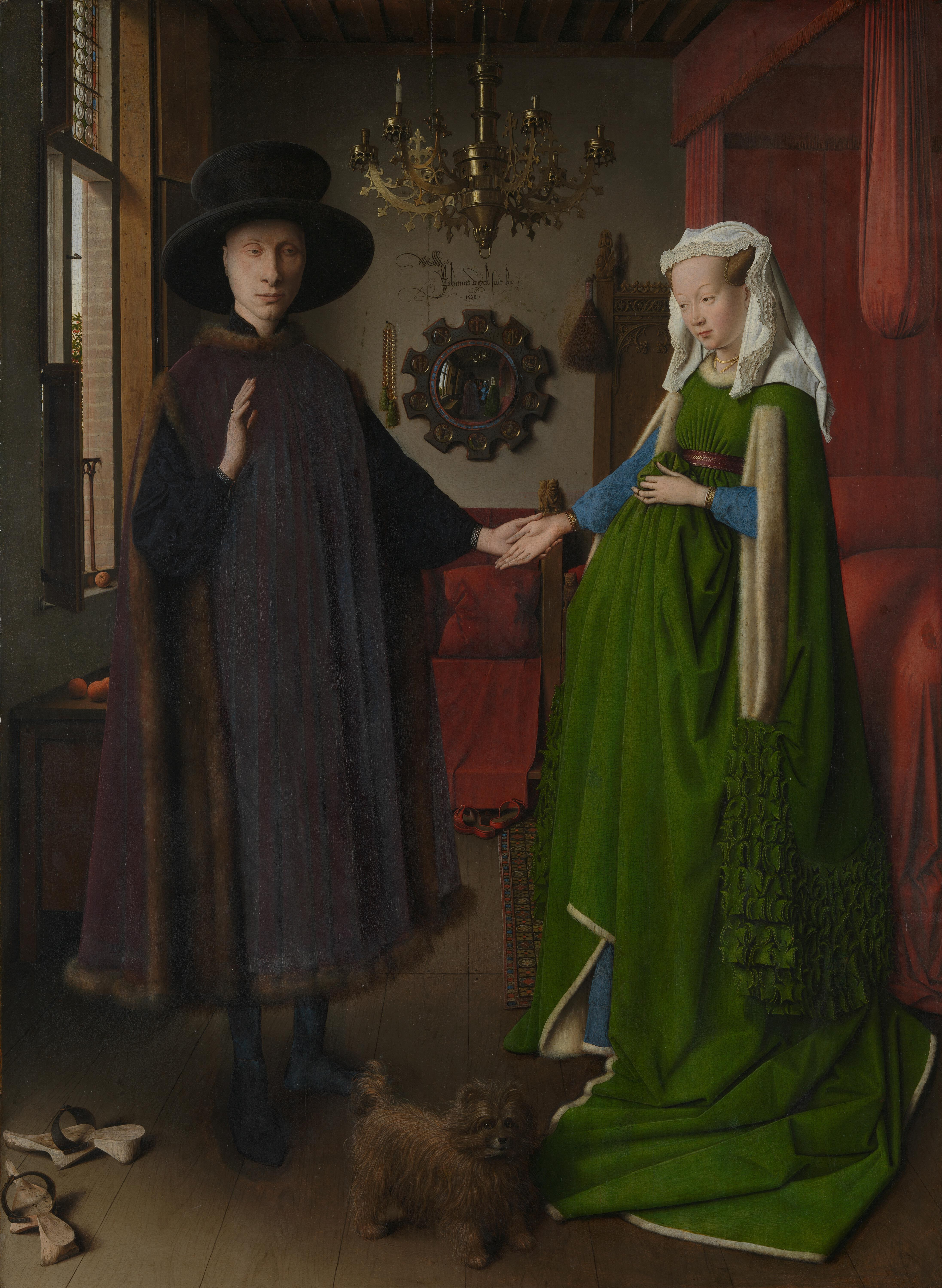
『アルノルフィーニ夫妻』 ヤン・ファン・エイク 1434 板、油彩 81.8 × 59.7 cm ナショナル ギャラリー（ロンドン）
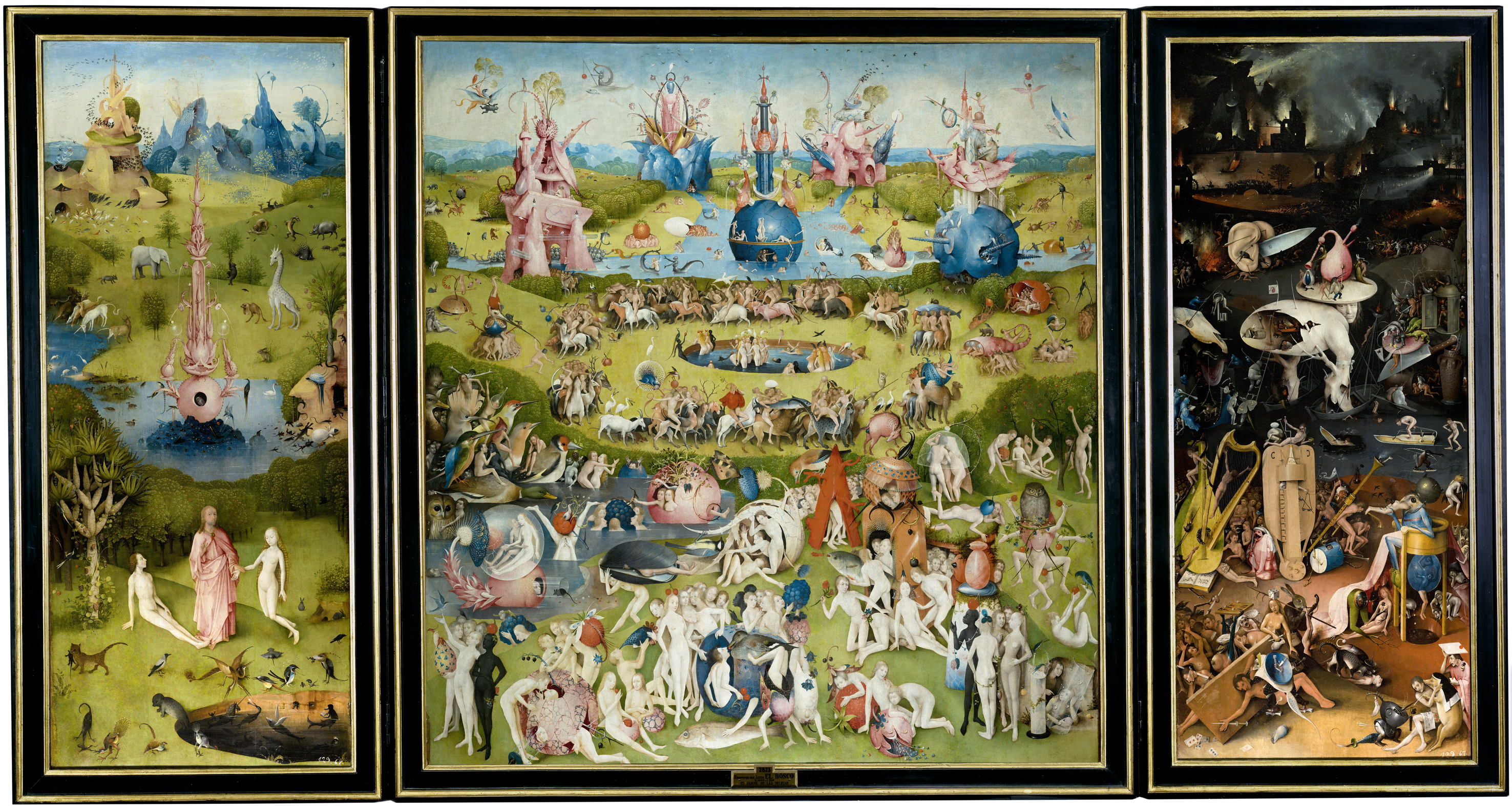
『快楽の園』 ヒエロニムス・ボス 1505 – 1510頃 板、油彩 両翼 : 220 × 97、中央 : 220 × 195 cm プラド美術館
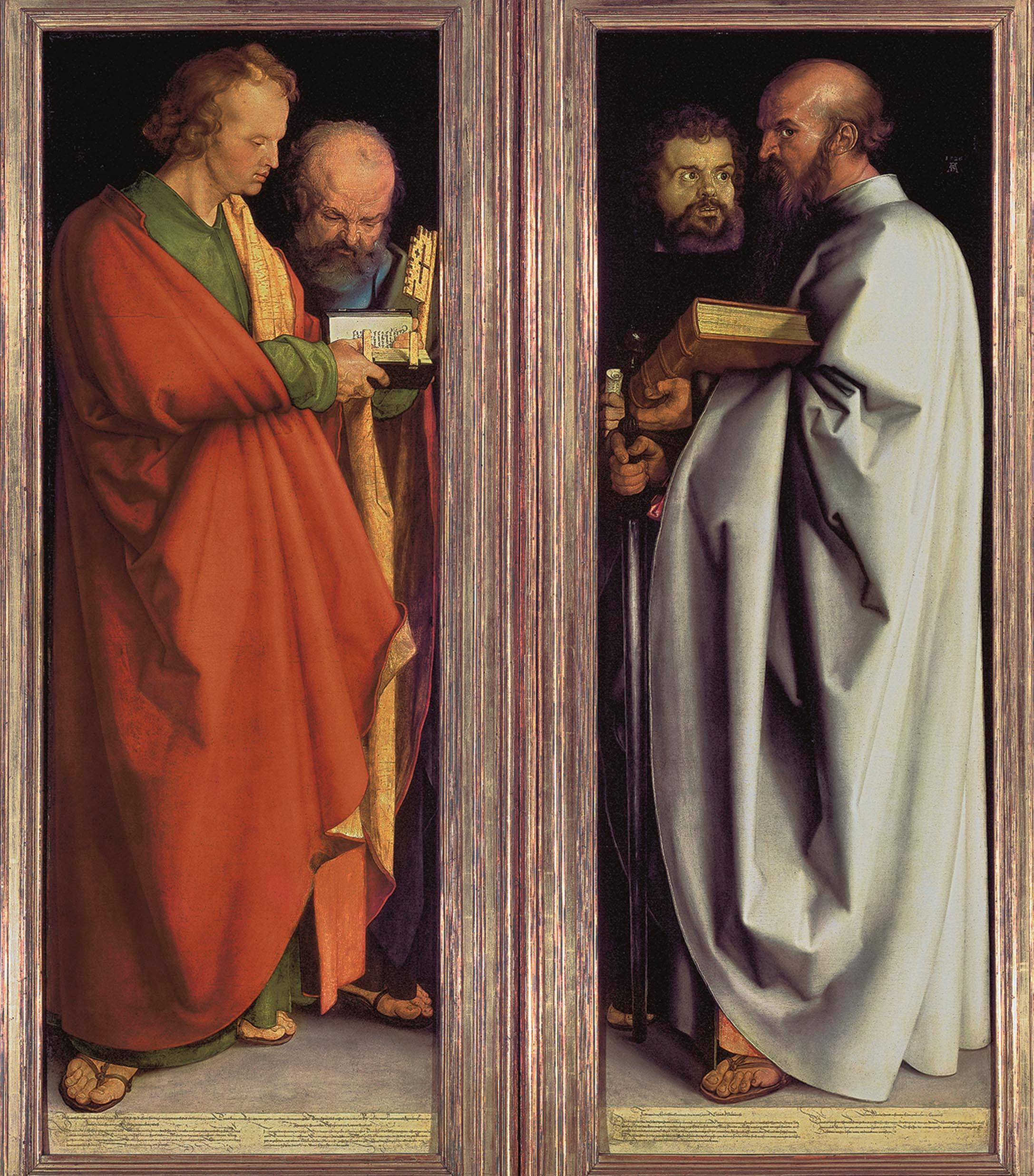
『四人の使徒』 アルブレヒト・デューラー 1523-1526 板、油彩 215 × 76 cm アルテ・ピナコテーク
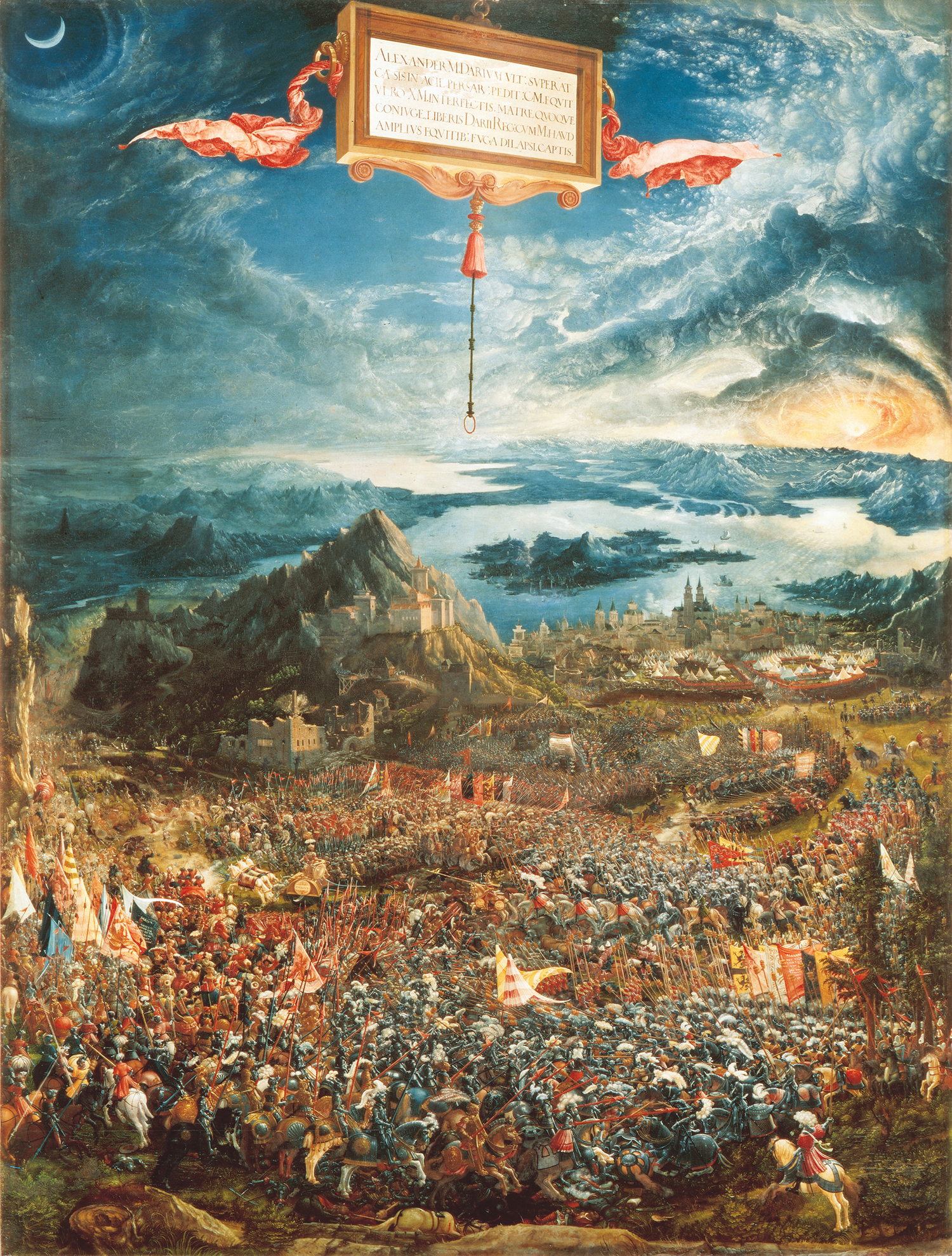
『アレクサンドロス大王の戦い』 アルブレヒト・アルトドルファー 1528-1529 板、羊皮紙、油彩 158.4 × 120.3 cm アルテ・ピナコテーク
『大使たち』 ハンス・ホルバイン (子) 1533 板、油彩 207 x 209.5 cm ナショナル ギャラリー（ロンドン）
『バベルの塔』 ピーテル・ブリューゲル 1563 板、油彩 120 × 92 cm ウィーン美術史美術館

ネーデルラント（ベルギー・オランダ）
15世紀のフーベルト、ヤンのヴァン・エイク兄弟が油絵の技法を完成させており、このころのネーデルラント絵画はイタリア・ルネサンスと並び立つ水準にあり、むしろイタリア絵画に大きな影響を与えるほどであった。16世紀頃にはその立場は逆転し、イタリアを手本とするようになった。ブリューゲル（1525年-1569年）もイタリア旅行をしたのち、独自の農村風景画を描くようになった。怪奇な画風の作品を残したヒエロニムス・ボスも特異な位置を占めている。
フランス
イタリアに進軍したフランソワ1世の時代（イタリア戦争の項も参照）にレオナルド・ダ・ヴィンチが宮廷に招かれ、イタリアのルネサンス美術が伝えられた。その後もロッソ・フィオレンティーノらがイタリアから宮廷に招かれ、マニエリスムの影響を受けたフォンテーヌブロー派が活躍する。
ドイツ
デューラー（1471年-1528年）はイタリア旅行を経て、ルネサンス絵画に学び、思想的にも深みのある表現に達した。銅版画の「メランコリア I」や油彩の「四人の使徒」などの宗教画がよく知られている。グリューネワルト（1475年頃―1528年）も、『イーゼンハイム祭壇画』などで著名。
スペイン
エル・グレコ（1541年-1614年）が知られる。クレタ島出身のギリシャ人でヴェネツィア・ローマを経てトレドに移り住む。マニエリスムの影響を受けながらも、独自の神秘的な画風を築いた。
- 『アルノルフィーニ夫妻』
ヤン・ファン・エイク
1434
板、油彩
81.8 × 59.7 cm
ナショナル ギャラリー（ロンドン）
- 『快楽の園』
ヒエロニムス・ボス
1505 – 1510頃
板、油彩
両翼 : 220 × 97、中央 : 220 × 195 cm
プラド美術館
- 『四人の使徒』
アルブレヒト・デューラー
1523-1526
板、油彩
215 × 76 cm
アルテ・ピナコテーク
- 『アレクサンドロス大王の戦い』
アルブレヒト・アルトドルファー
1528-1529
板、羊皮紙、油彩
158.4 × 120.3 cm
アルテ・ピナコテーク
- 『大使たち』
ハンス・ホルバイン (子)
1533
板、油彩
207 x 209.5 cm
ナショナル ギャラリー（ロンドン）
- 『バベルの塔』
ピーテル・ブリューゲル
1563
板、油彩
120 × 92 cm
ウィーン美術史美術館

## 関連文献
- 塚本博「イタリア・ルネサンスの扉を開く」角川学芸出版 2005年、入門書
- 森田義之、芸術新潮編集部「フィレンツェ・ルネサンス55の至宝」とんぼの本・新潮社、2007年、入門書
- 石鍋真澄監修「ルネサンス美術館」小学館、 2008年　大著の事典
- エリー・フォール「美術史3　ルネサンス美術」森田義之・小林もり子訳、国書刊行会、2004年、古典
- 『ルネサンス　西洋美術の歴史4・5』小佐野重利ほか、中央公論新社、2016-17年
- 諸川春樹監修「【カラー版】西洋絵画史」美術出版社、新版1998年